# Kabupaten Teluk Bintuni
Kabupaten Teluk Bintuni är ett kabupaten i Indonesien.   Det ligger i provinsen Papua Barat, i den östra delen av landet, 3 000 km öster om huvudstaden Jakarta. Antalet invånare är 52 422.